# كونيغوند من هوهنشتاوفن
كونيغوند من هوهنشتاوفن (بالألمانية: Kunigunde von Staufen)‏ أو كونيغوند من شوابيا (فبراير/مارس 1202 - 13 سبتمبر 1248)؛ هي الابنة الثالثة لـ فيليب من شوابيا، ملك ألمانيا وزوجته البيزنطية إيرين أنجيلينا؛ أيضا كانت ملكة بوهيميا القرينة من خلال زواجها فاكلاف الأول.
وأنجبت له:-
- فاكلاف، مارغريف مورافيا (1227-1247).
- أوتوكار الثاني ملك بوهيميا (حوالي.1230 - 26 أغسطس 1278).
- بياتريس (حوالي.1231 - 27 مايو 1290)؛ تزوجت من أوتو الثالث، مارغريف براندنبورغ.
- أغنيس (توفيت.10 أغسطس 1268)؛ تزوجت من هاينريش الثالث، مارغريف مايسن.
- أبنة؛ توفيت صغيرة.

عند وفاة شقيق فاكلاف برميسل، مارغريف مورافيا في 1239، أصبح ابن كونيغوند وفاكلاف من وراثة سلالة برميسل؛ ومع ذلك الابن الأول توفي في 1247، ربما والدته نعت عليه من والده الذي أصبح محطم القلب.
في 1248 تم إغراء الابن الثاني أوتوكار من قبل النبلاء الساخطين لقيادة التمرد ضد والده، في تلك أثناء بقيت الملكة كونيغوند في براغ ولكنها ماتت خلال هذه الثورة في 13 سبتمبر 1248، لم يحضر الأب ولا الابن هذه الجنازة، ودفنت في دير أغنيس.
ومع ذلك هُزم هذا التمرد، وتم سجن الأمير على يد والده، ولكن أُطلق سراحه بعد وقت قصير.